# Industrial'nyj rajon (Perm')
L'Industrial'nyj rajon (in russo Индустриальный район?) è uno dei sette distretti (rajon) della città di Perm' (Russia).
Il distretto occupa la parte sud-occidentale della città. Una parte significativa del territorio appartiene al centro industriale di Osency. Il fiume Muljanka scorre attraverso il suo territorio.